# Flughafen Nador

i7
i11
i13
Der Flughafen Nador (arabisch مطار الناظور العروي, französisch Aéroport Nador-Al Aroui, marokkanisches Tamazight ⴰⵣⴰⴳⵯⵣ ⵏⵏⴰⴹⵓⵕ-ⵍⵄⵔⵡⵉ Azagwz n Naḍur‑Lʿarwi; IATA-Code: NDR, ICAO-Code: GMMW) ist ein marokkanischer Flughafen bei der Stadt Nador an der Mittelmeerküste.

## Lage
Der Flughafen Nador liegt ca. 28 km (Fahrtstrecke) südwestlich der Stadt Nador bzw. ca. 42 km südwestlich der spanischen Exklave Melilla; er befindet sich auf dem Gebiet der Stadt Al Aâroui und ist von dort mit Taxis oder zu Fuß (ca. 3,5 km) zu erreichen.

## Geschichte
Der Flughafen existiert seit dem Jahr 1999; nach einer grundlegenden Renovierung und Erweiterung wurde im Jahr 2021 ein neues Terminal-Gebäude eingeweiht. Der Flughafen dient hauptsächlich für Heimflüge marokkanischer Gastarbeiter, wird aber auch von Touristen und Geschäftsreisenden genutzt.  

## Flugverbindungen
Verschiedene Fluggesellschaften betreiben sowohl nationale (z. B. nach Tanger und Casablanca) als auch internationale Flüge (z. B. nach Barcelona, Málaga, Brüssel, Antwerpen, Köln, Paris, Marseille, Montpellier u. a.)